# Kyselovice
Kyselovice (deutsch Kislowitz, früher Kisselowitz) ist eine Gemeinde in Tschechien. Sie liegt neun Kilometer nördlich von Kroměříž und gehört zum Okres Kroměříž.

## Geographie
Kyselovice befindet sich rechtsseitig der Moštěnka in der Obermährischen Senke (Hornomoravský úval). Durch das Dorf führt der Graben Mlýnský náhon. Nördlich des Ortes liegt der Militärflugplatz  Přerov-Bochoř. Zwei Kilometer westlich führt die Bahnstrecke Přerov – Vyškov vorbei.
Nachbarorte sind Výmyslov, Henčlov und Včelíny im Norden, Polňák, Kanovsko und Vlkoš im Nordosten, Říkovice und Žalkovice im Osten, Břest im Südosten, U Mlýna, Skaštice und Plešovec im Süden, Hrad und Chropyně im Südwesten, Včelín und Záříčí im Westen sowie Včelínek, Plučisko und Troubky im Nordwesten.

## Geschichte
Archäologische Funde belegen eine Besiedlung des Gemeindegebietes seit der Altsteinzeit. Kyselovice wurde als Angerdorf angelegt und ist der älteste im Okres Kroměříž nachweisliche Ort.
Die erste schriftliche Erwähnung des Dorfes erfolgte 1078 in der Gründungsurkunde des Benediktinerklosters St. Stephan  bei Olmütz. Kisselowici gehörte neben weiteren Dörfern zur Schenkung der Herzogin Ofka und ihres Mannes Otto dem Schönen an den Orden. Im Jahre 1160 bestätigte König Vladislav II. dem Kloster die Schenkung. 1374 wurde der Ort als Kyssielouicz und 1497 als Kyselowicz bezeichnet. Nachfolgend wurde das Gut mehrfach geteilt. Im Jahre 1723 erwarb das Augustiner-Chorherrenstift Sternberg sämtliche Anteile von Kisselowitz. Die Augustiner-Chorherren errichteten in Kisselowitz als Herrschaftssitz ein Barockschloss, zu dem noch Wirtschaftsgebäude, eine Mühle und ein Schlösschen gehörten. Das älteste Ortssiegel stammt aus dieser Zeit; es zeigte die Jungfrau Maria mit dem Jesuskind, umgeben von zwei achtzackigen Sternberger Sternen und zwei Pflugscharen. Nach der Säkularisation des Klosters kaufte Ignác Tkaný das Gut. Im Jahre 1788 wurde auf dem Dorfanger ein Schulhaus errichtet. 1836 brannte die Schule ab und wurde an gleicher Stelle wiederaufgebaut. Bis zur Mitte des 19. Jahrhunderts blieb Kisselowitz ein selbständiges Gut.
Nach der Aufhebung der Patrimonialherrschaften bildete Kyselovice / Kisselowitz ab 1850 eine Gemeinde in der Bezirkshauptmannschaft Kremsier. Die Freiwillige Feuerwehr gründete sich 1889. Das Schloss diente bis 1900 als Herrschaftssitz und Wohnsitz des Gutsverwalters. Danach entstand neben dem Schloss eine Dampfmolkerei, und das Schloss wurde zu deren Verwaltungssitz. Bis zu dieser Zeit war Kyselovice nach Vlkoš gepfarrt. Nachdem die Gemeinde im Jahre 1900 das Schlösschen aufgekauft und zum Pfarrhaus umgebaut sowie einen eigenen Friedhof angelegt hatte, bildete Kyselovice eine eigene Pfarrgemeinde. Nach dem Zweiten Weltkrieg wurde das Schloss abgerissen und an seiner Stelle 1947 ein neues Verwaltungsgebäude der Molkerei errichtet. 1976 wurde die Schule wegen zu geringer Schülerzahl geschlossen. Nach der zwischen 1996 und 2000 erfolgten Sanierung des Schulhauses wird dieses als Wohnhaus, Turnhalle und Proberaum für den örtlichen Chor genutzt. Ethnographisch gehört das Dorf zur Hanna.

## Gemeindegliederung
Für die Gemeinde Kyselovice sind keine Ortsteile ausgewiesen.

## Sehenswürdigkeiten
- Neogotische Kirche des hl. Schutzengel, erbaut 1904–1906, der 37 m hohe Kirchturm bildet das Wahrzeichen des Ortes
- Statue des hl. Johannes von Nepomuk, geschaffen im zweiten Viertel des 18. Jahrhunderts
- Statue des hl. Wendelin, an der Kreuzung der Straßen Chropyně – Přerov und Troubky – Říkovice, aus dem Jahre 1769
- Gedenkstein für die Opfer des Ersten Weltkrieges